# Tjärnen hans Bond-Per
Tjärnen hans Bond-Per är en sjö i Torsby kommun i Värmland och ingår i Göta älvs huvudavrinningsområde.